# Franz Stimming
Franz Stimming (* 19. November 1884 in Berlin; † 3. Mai 1952 ebenda) war ein deutscher Politiker (USPD, SPD).

## Leben
Nach dem Besuch der Volksschule (1891 bis 1899) absolvierte Stimming eine vierjährige Lehre als Buchdrucker. Im Jahr 1903 trat er dem Verband der Deutschen Buchdrucker bei und wurde Mitglied der SPD. Von 1908 bis 1912 war Stimming Vorsitzender des SPD-Ortsvereins von Neuenhagen und Umgebung. 1910 wurde er Gemeindevertreter in Petershagen  an der Ostbahn.
Stimming nahm in den Jahren 1915 bis 1917 am Ersten Weltkrieg als Soldat teil. Danach war er Arbeiter in der Rüstungsindustrie. Am Januarstreik von 1918 beteiligte er sich als Streikführer bei Siemens, wurde deshalb entlassen und erneut einberufen. Er desertierte und wurde verhaftet, kam aber nach Verbüßung der Untersuchungshaft wegen Landesverrates in Moabit durch eine Amnestie im Oktober 1918 wieder frei. Im November führte er in Berlin einen Demonstrationszug Lichtenberger Arbeiter an.
Im Jahr 1919 trat Stimming zur USPD über und arbeitete für deren Zeitung Freiheit. Im selben Jahr wurde er Stadtverordneter der USPD und unbesoldeter Stadtrat in Lichtenberg. Stimming kehrte 1922 in die SPD zurück und wurde stellvertretender Bürgermeister.
Nach der Machtergreifung der Nationalsozialisten wurde Stimming 1933 von seinem Amt suspendiert und mehrfach verhaftet. Im Jahr 1934 war er acht Monate im Konzentrationslager Esterwegen inhaftiert. Ab 1936 arbeitete er im Tapeten- und Farbengeschäft seines Sohnes in Berlin-Reinickendorf.
Am 2. Mai 1945 übernahm Stimming das Amt des Bezirksbürgermeisters in Lichtenberg. Der sowjetische Stadtkommandant Generaloberst Nikolai Bersarin bestätigte ihn am 10. Mai in seiner Funktion. Auf Drängen Ulbrichts wurde Stimming nach nur fünf Wochen im Amt, am 14. Juni, durch die Sowjetische Militäradministration von diesem Posten abgelöst. Die KPD-Führung machte Stimming für die heftigen Auseinandersetzungen zwischen Kommunisten und Sozialdemokraten verantwortlich, die es in seiner Zeit als stellvertretender Bürgermeister vor 1933 bei den jährlichen Aufmärschen zu Ehren von Karl Liebknecht und Rosa Luxemburg am Zentralfriedhof Friedrichsfelde gegeben hatte.

## Würdigungen
Im Februar 2010 beschloss die Bezirksverordnetenversammlung Lichtenberg, einen neu angelegten Verkehrsweg im Ortsteil Berlin-Karlshorst nach Stimming zu benennen.